# Фудзимото, Канъя
Ка́нъя Фудзимо́то (яп. 藤本寛也; 1 июля 1999, Яманаси) — японский футболист, полузащитник клуба «Бирмингем Сити».

## Клубная карьера
Фудзимото является воспитанником футбольной академии «Токио Верди». За основную команду дебютировал в 2018 году во втором дивизионе чемпионата Японии. В общей сложности за клуб провёл 49 матчей и забил 4 гола.
В августе 2020 года был отдан в аренду в португальский клуб «Жил Висенте», выступающий в Примейра-лиге. После успешного выступления аренда была продлена, а затем клуб выкупил контракт игрока. В составе португальской команды Фудзимото провёл более 130 матчей, отличившись 12 голами и 18 результативными передачами.
Летом 2025 года на правах свободного агента перешёл в английский клуб «Бирмингем Сити», подписав трёхлетний контракт.

## Карьера в сборной
Фудзимото выступал за юношескую и молодёжную сборные Японии, включая участие в чемпионате мира среди игроков до 20 лет в 2019 году.